# Karma Tenzin
Karma Tenzin (* 1. Dezember 1972) ist ein ehemaliger bhutanischer Bogenschütze. 

## Karriere
Karma Tenzin nahm bei den Olympischen Sommerspielen 1992 in Barcelona im Einzelwettkampf teil, wo er den 71. Platz belegte. Im Mannschaftswettkampf belegte er den 20. und somit letzten Platz.